# Kung Fu Fighting
Kung Fu Fighting – piosenka disco napisana i po raz pierwszy nagrana przez Carla Douglasa. Jej kompozytorem oraz producentem był Biddu (muzyk). Wydany w 1974 r. singiel dotarł na szczyt amerykańskich i brytyjskich list przebojów, otrzymał złoty certyfikat od RIAA oraz zdobył Nagrodę Grammy. Utwór spopularyzował też muzykę disco. Na całym świecie sprzedano jedenaście milionów singli, co było jednym z najlepszych wyników wszech czasów.

## Produkcja i wydanie
Początkowo producent muzyczny, Biddu chciał wydać singiel z utworem „I Want to Give You My Everything” (napisanym przez Larry’ego Weissa i wykonanym przez Carla Douglasa), ale potrzebował jeszcze piosenki na stronę B. Zapytał więc Douglasa, czy ma jakieś teksty, które można byłoby wykorzystać. Muzyk pokazał mu kilka z nich, a Biddu wybrał to nazwane później „Kung Fu Fighting” i skomponował do niego muzykę.
Po blisko dwugodzinnej sesji, w czasie której nagrywano utwór „I Want to Give You My Everything” i krótkiej przerwie, zabrano się za „Kung Fu Fighting”. Nagrano go w ciągu zaledwie ostatnich dziesięciu minut studyjnego czasu. I choć był to utwór przeznaczony na stronę B, to Robin Blanchflower z wytwórni Pye Records, po wysłuchaniu obu piosenek uznał, że należy go dać na stronę A.
Przez pierwsze pięć tygodni od momentu wydania, utwór w ogóle nie był grany przez stacje radiowe, a sam krążek sprzedawał się dość słabo. Zyskiwał za to popularność w klubach tanecznych, aż 17 sierpnia 1974 r. znalazł się na czterdziestym drugim miejscu brytyjskiej listy przebojów. Na szczyt dotarł 21 września i utrzymał się na nim przez trzy tygodnie. Ten sukces sprawił, że singiel wydano też w Stanach, gdzie szybko znalazł się na pierwszym miejscu listy przebojów magazynu Billboard. Ostatecznie płyta rozeszła się w jedenastu milionach egzemplarzy na całym świecie i była numerem jeden m.in. w Niemczech, Włoszech, Irlandii i Australii.

## Wersje innych wykonawców
Popularność jaką odniosła piosenka „Kung Fu Fighting” w wykonaniu Carla Douglasa, zainspirowała wielu wykonawców na całym świecie do włączenia go do swojego repertuaru lub nagrania własnej wersji.
- W 1990 r. brazylijski piosenkarz Fernanda Abreu umieścił, jako bonus, swoją wersję „Kung Fu Fighting” na płycie SLA Radical Dance Disco Club.

- Robyn Hitchcock – album Alvin Lives (in Leeds) (1990)

- Merrill Nisker – album Fancypants Hoodlum (1995)

- Patti Rothberg – nagrał nową wersję do filmu Wielki biały ninja (1997)

- W 2008 r. Cee Lo Green i Jack Black wspólnie wykonali „Kung Fu Fighting” na potrzeby filmu Kung Fu Panda.

- Ponieważ piosenka jest bardzo popularna na Jamajce, wielu tamtejszych muzyków reggae, takich jak: Lloyd Parks, The Maroons, The Cimarons, czy Pluto Shervington nagrało własne wersje.